# Naučná stezka u pramene Odry
Naučná stezka u pramene Odry nazývaná také Naučná stezka k prameni Odry je jedinou naučnou stezkou ve vojenském újezdu Libavá. Stezka vede k prameni evropského veletoku Odra, který se nachází pod nejvyšším bodem Oderských vrchů, kterým je Fidlův kopec v okrese Olomouc v Olomouckém kraji. 

## Popis
Stezka je vybudována v mokřadu na dřevěných povalových chodnících s několika lavičkami, dvěma přístřešky pro odpočinek a dalším mobiliářem. Na vystavených informačních tabulích informuje o biologii, geologii, významu a historii pramene Odry (tzv. Horní pramen a Dolní pramen), jeho okolí a celé řece Odře v kontextu evropského významu. Stezka, která vznikla v roce 2020, je přístupná z Kozlova po turistické značce kolem kopce Přemkovo zákoutí (nazývaného také Klíčův les) a následně v délce cca 250 metrů vede mokřadem. Protože se stezka nachází ve vojenském prostoru, tak je přístupná jen o víkendech, svátcích a akce Bílý kámen, kdy armáda a jiné ozbrojené složky necvičí.

## Další informace
Zřizovatelem a provozovatelem Naučné stezky u pramene Odry jsou Vojenské lesy a statky České republiky s.p. Součástí stezky je také obnovení Horního (Varhošťského) pramene Odry ve spojení se stabilizací vodního režimu. Vše tak, aby bylo prameniště Odry zachováno a nedošlo k jeho ohrožení v podmínkách vyvolaných globálními změnami počasí a kůrovcovou kalamitou v České republice. Na začátku stezky je vyvěšen Návštěvní řád.

## Galerie

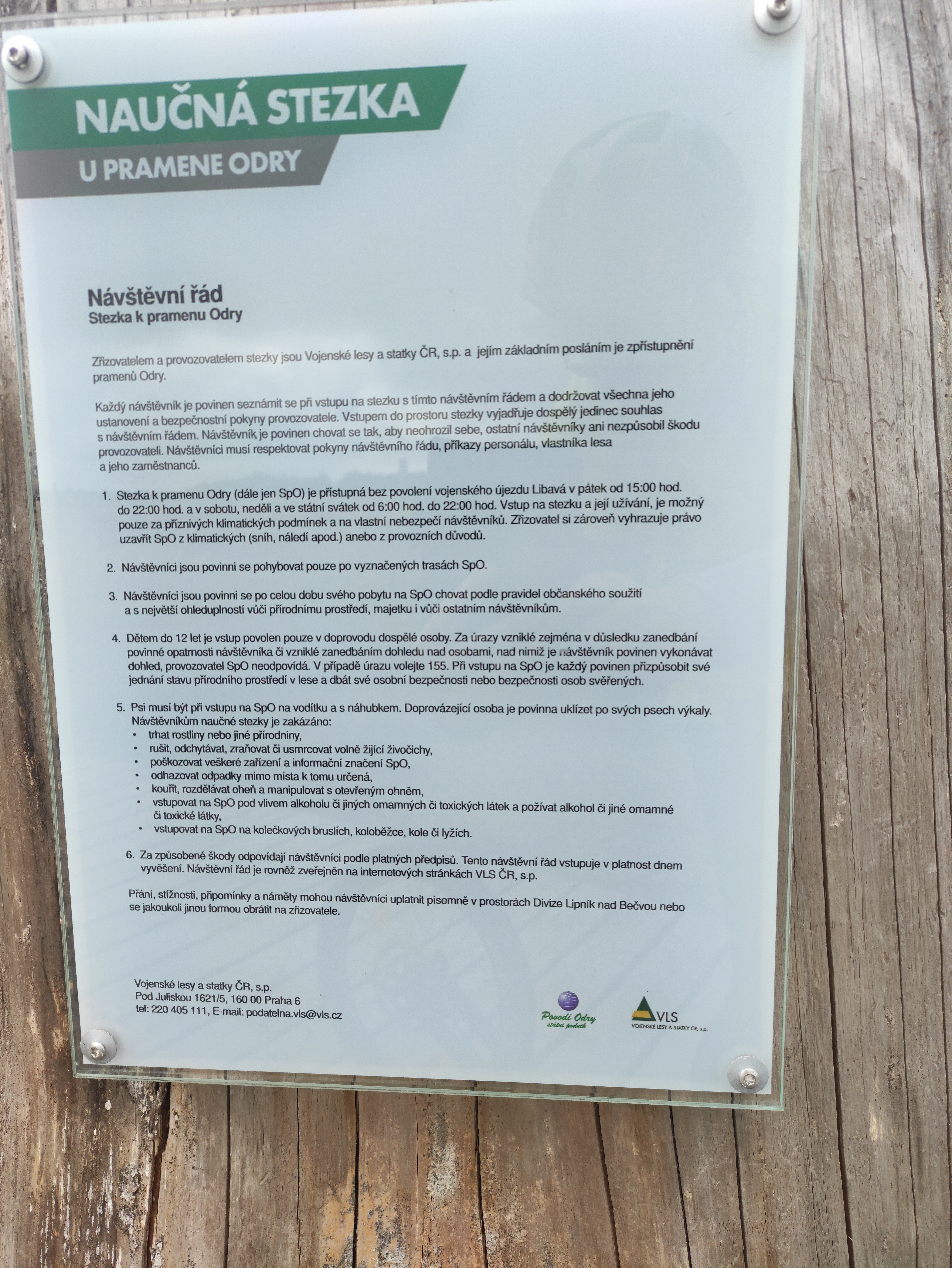
Návštěvní řád
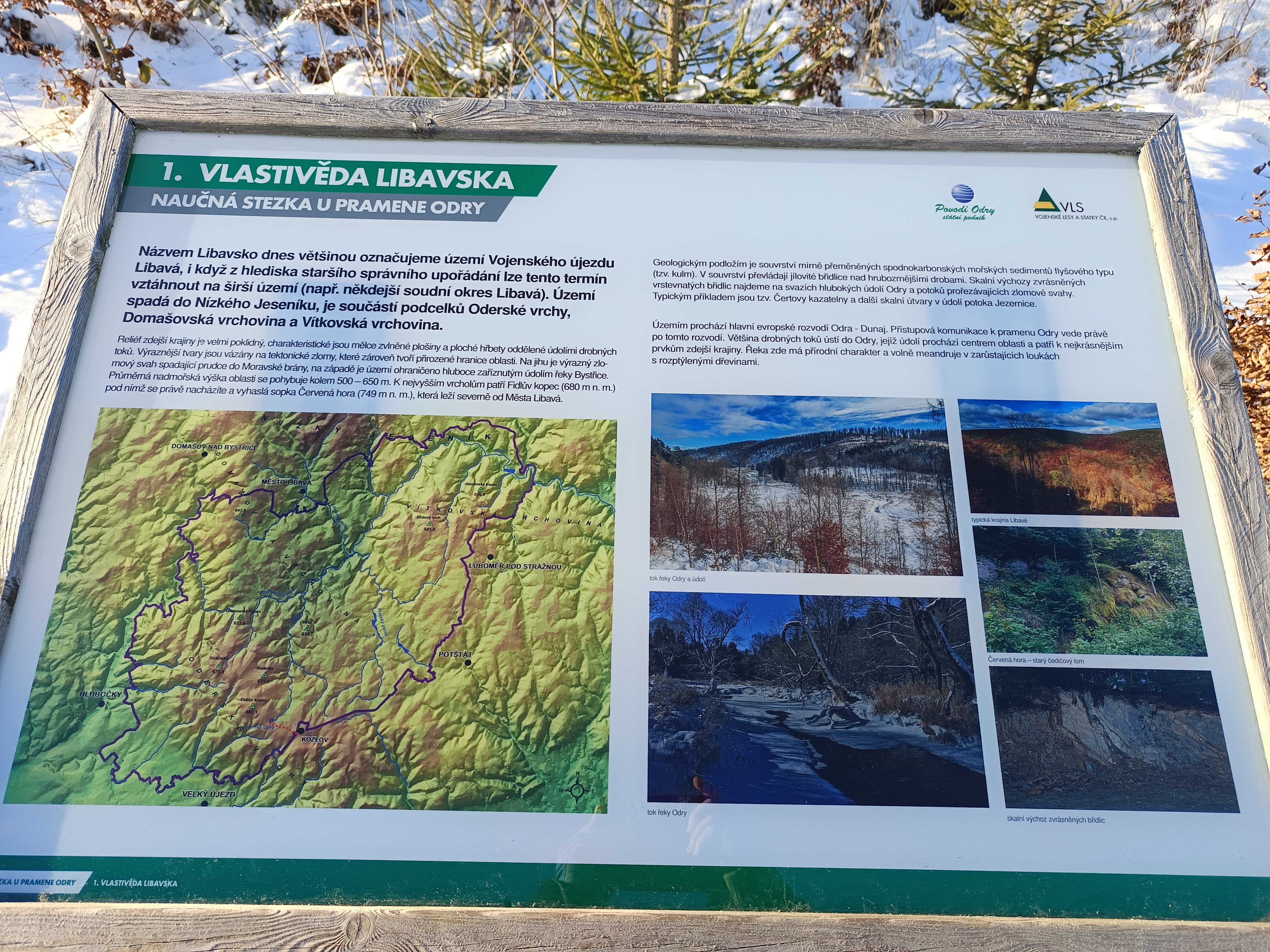
Informační tabule - 1. zastavení
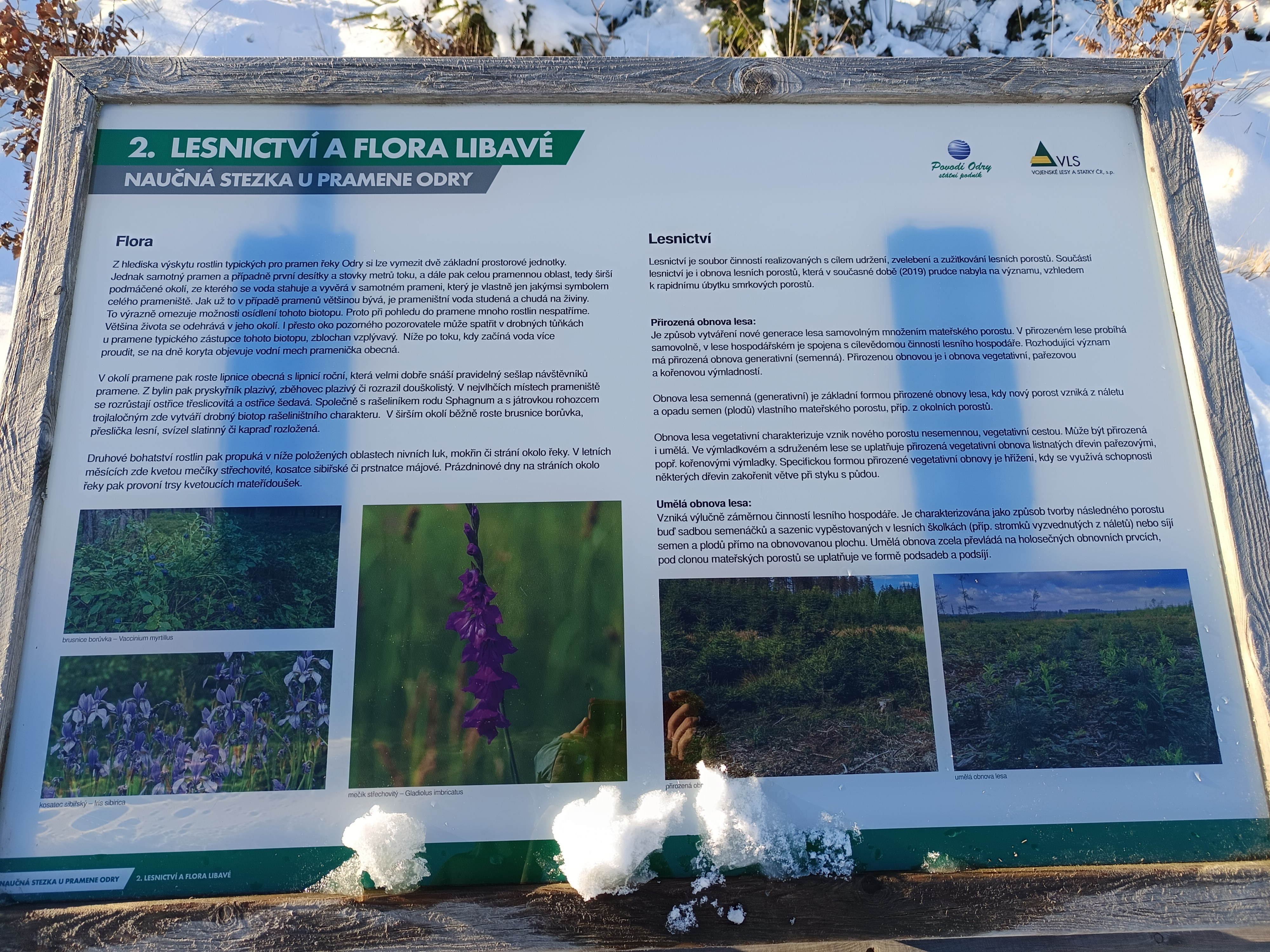
Informační tabule - 2. zastavení
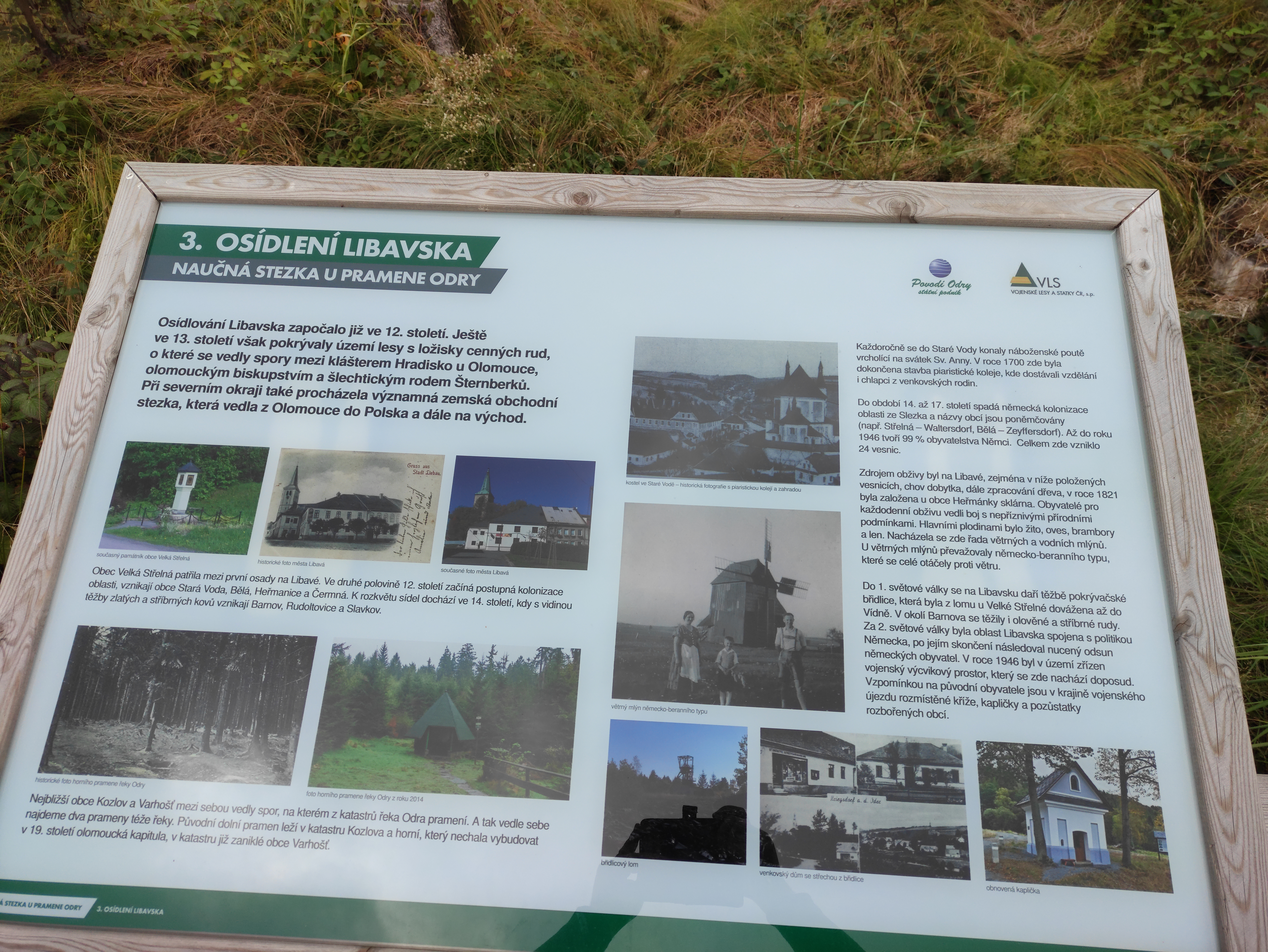
Informační tabule - 3. zastavení
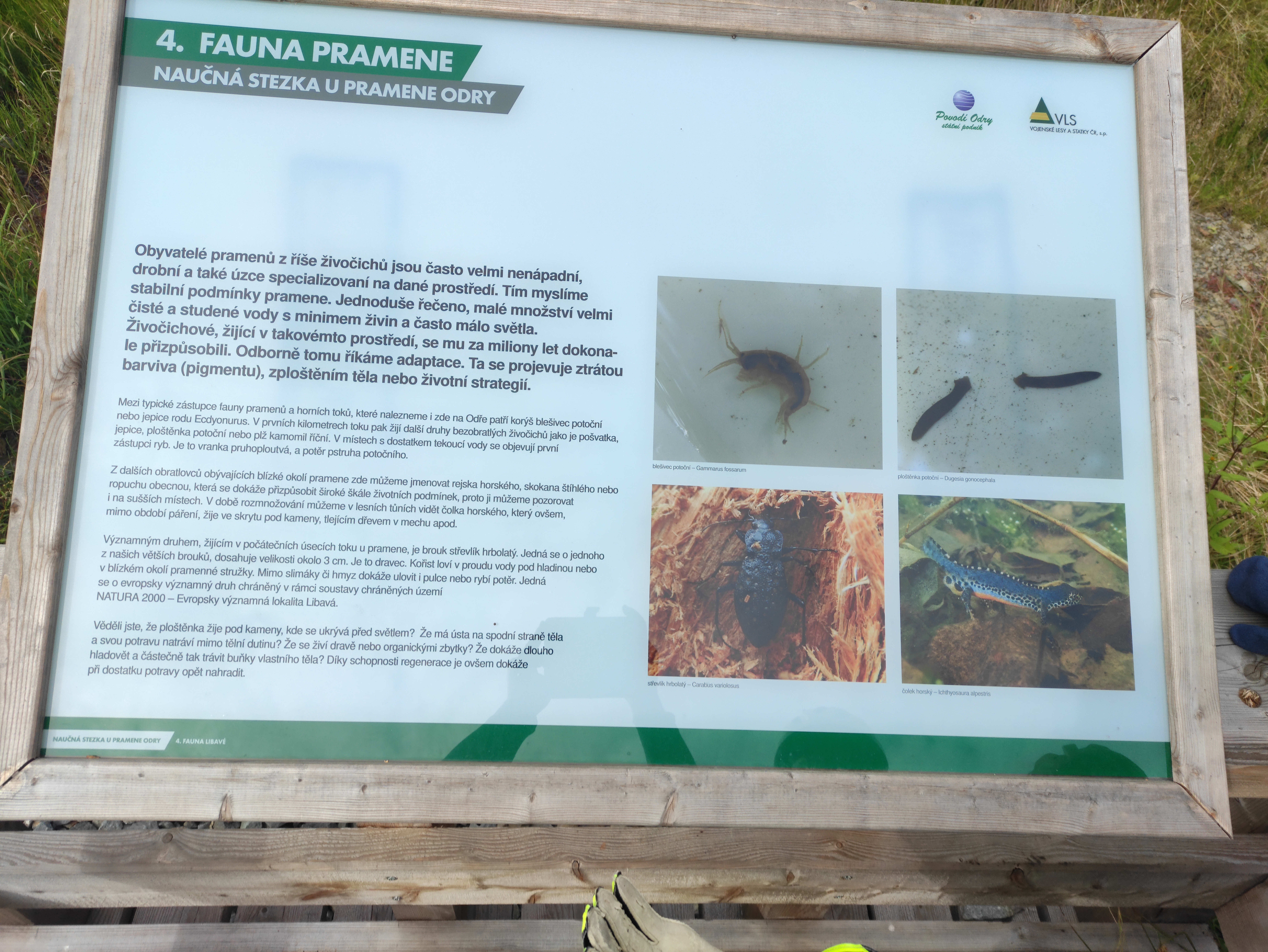
Informační tabule - 4. zastavení
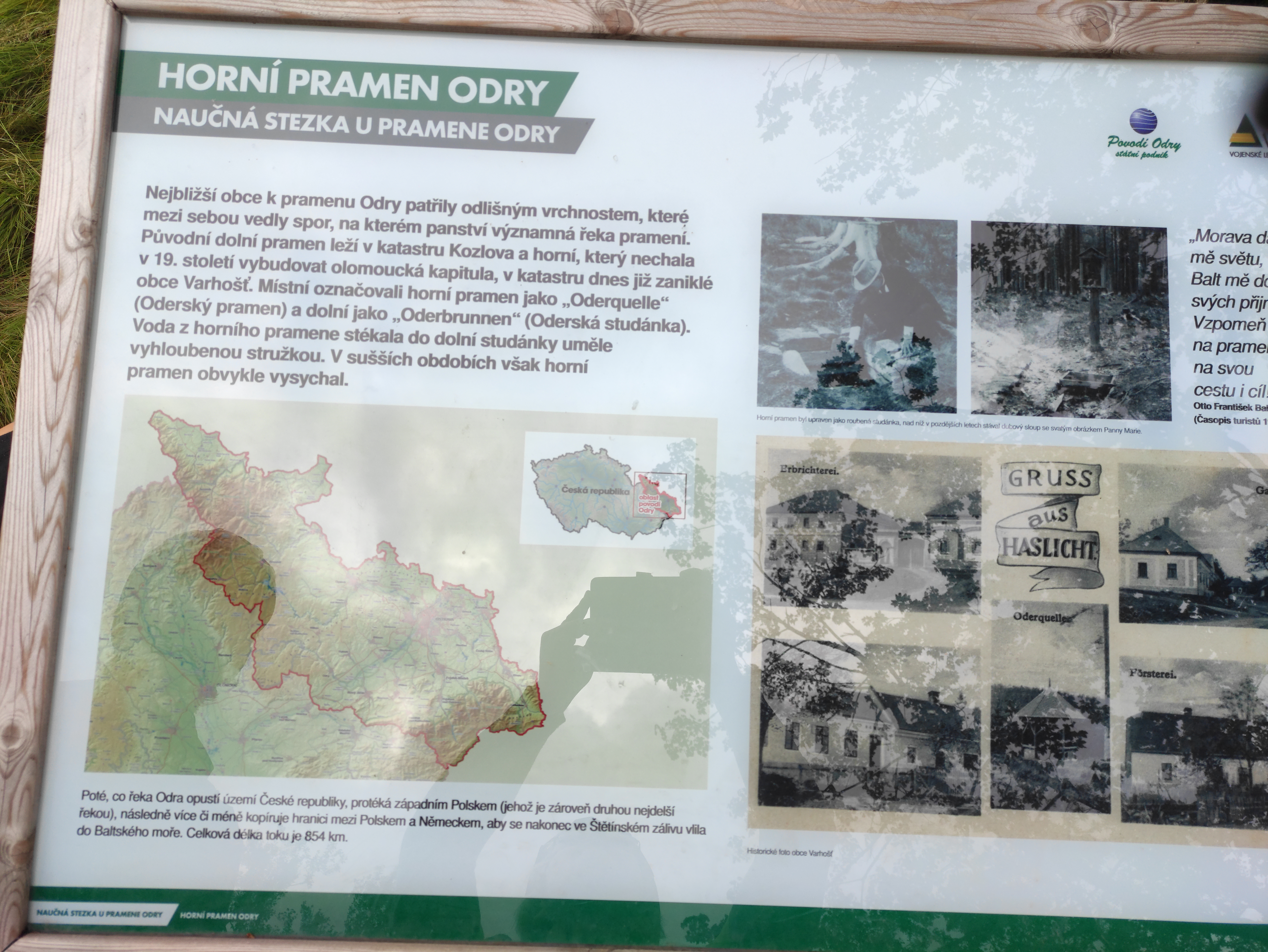
Informační tabule - Horní pramen
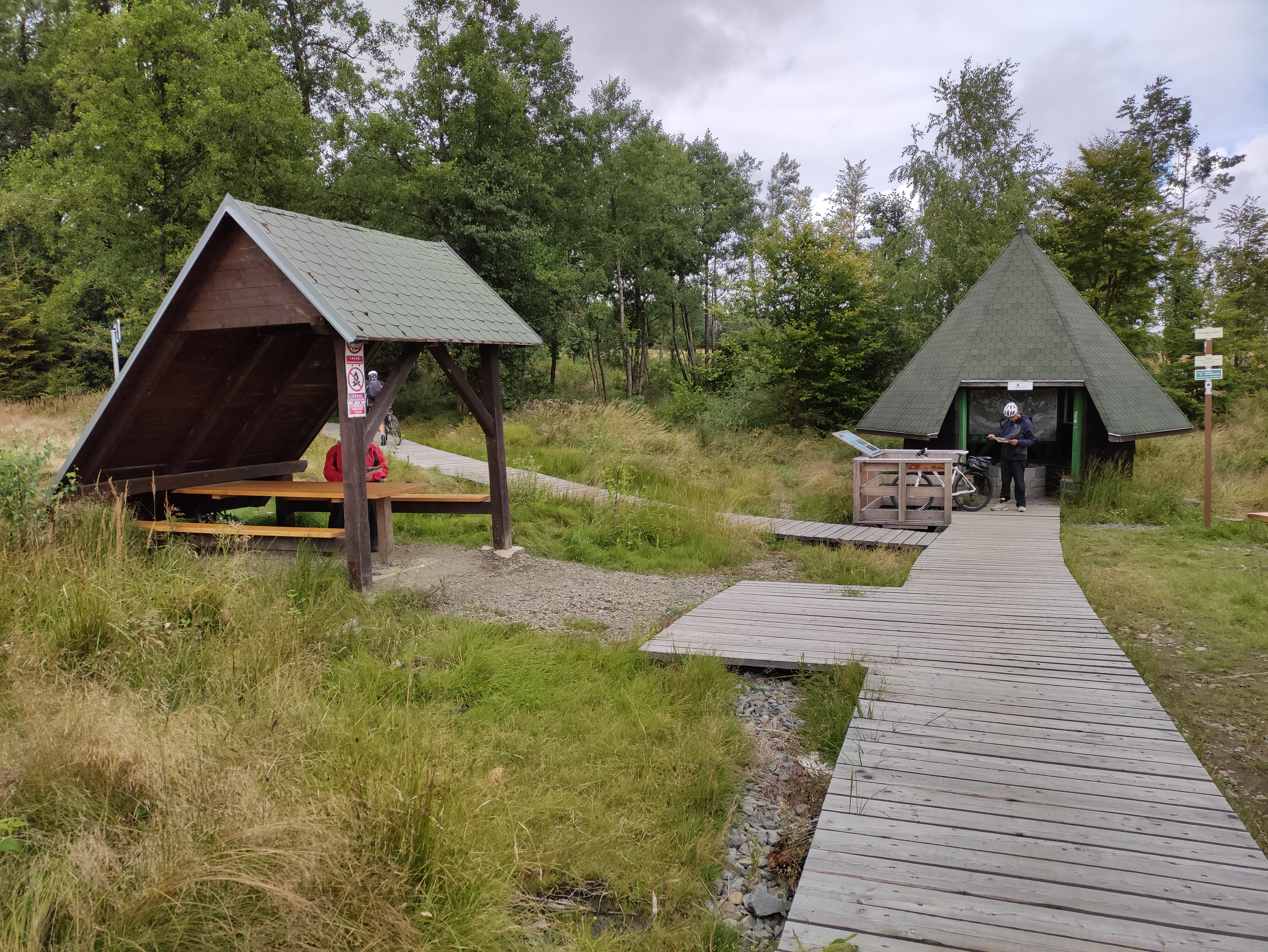
Dolní pramen řeky Odry
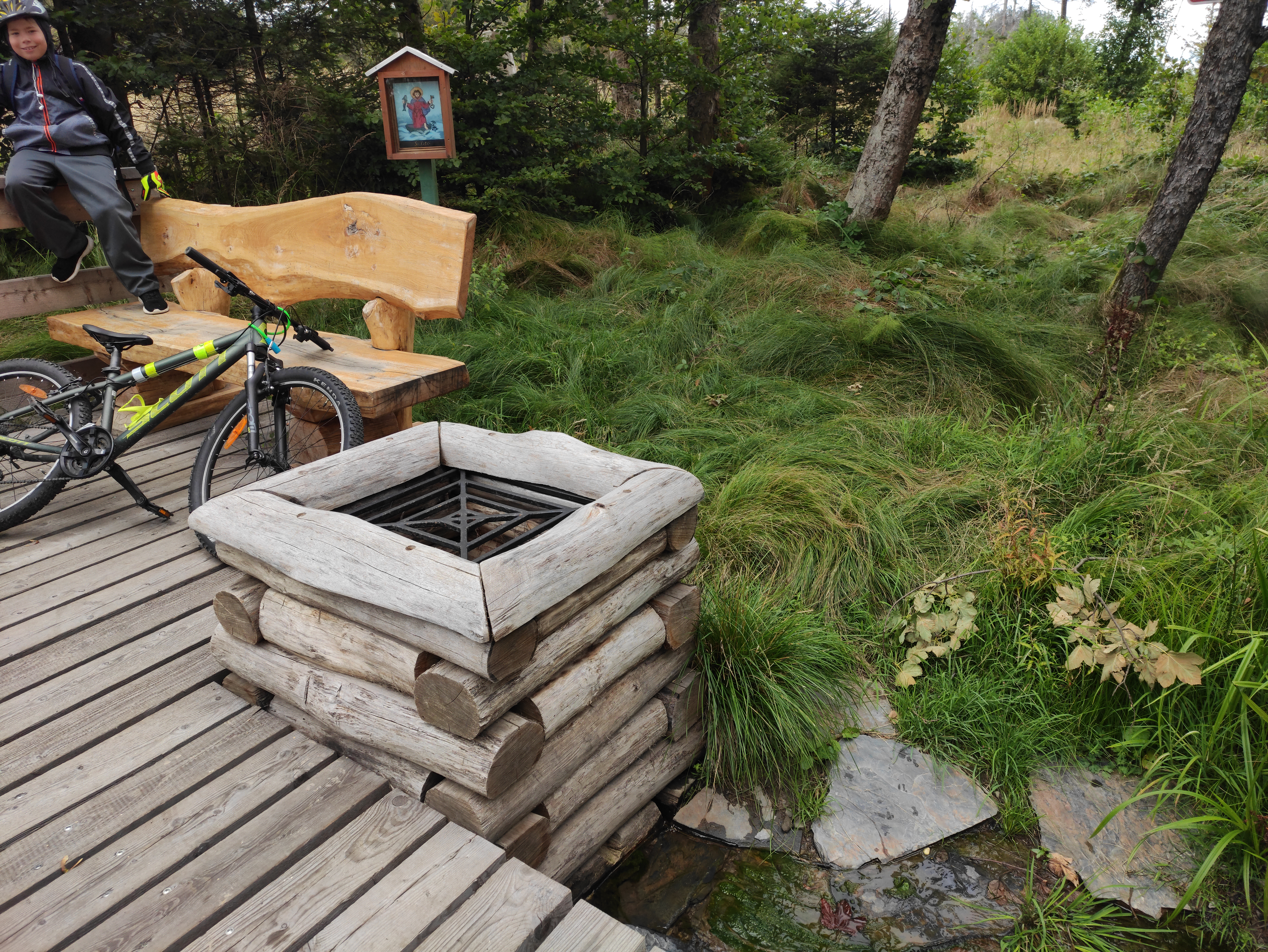
Horní pramen řeky Odry.
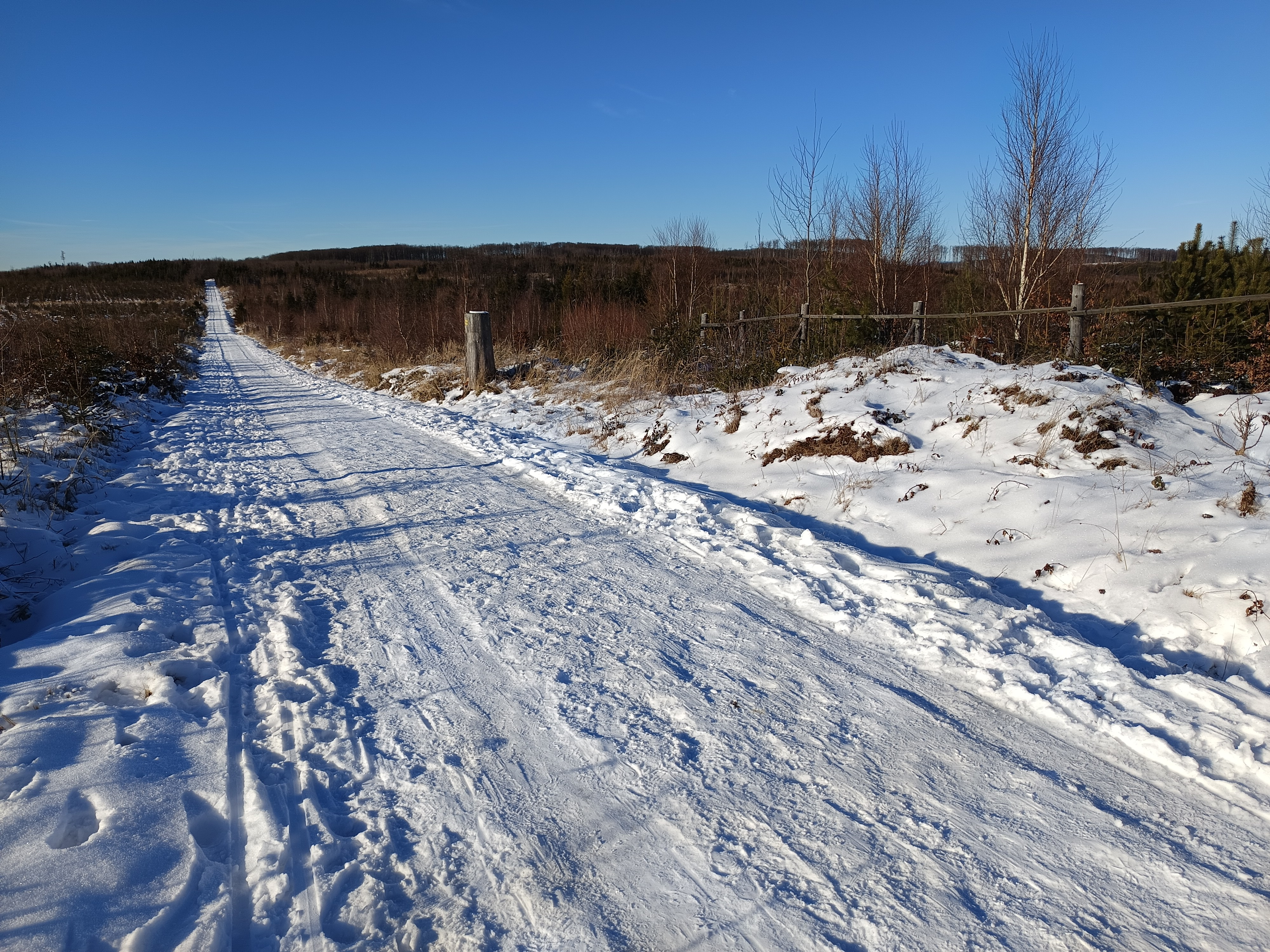
Cesta k prameni Odry